# Domaine de Tottori

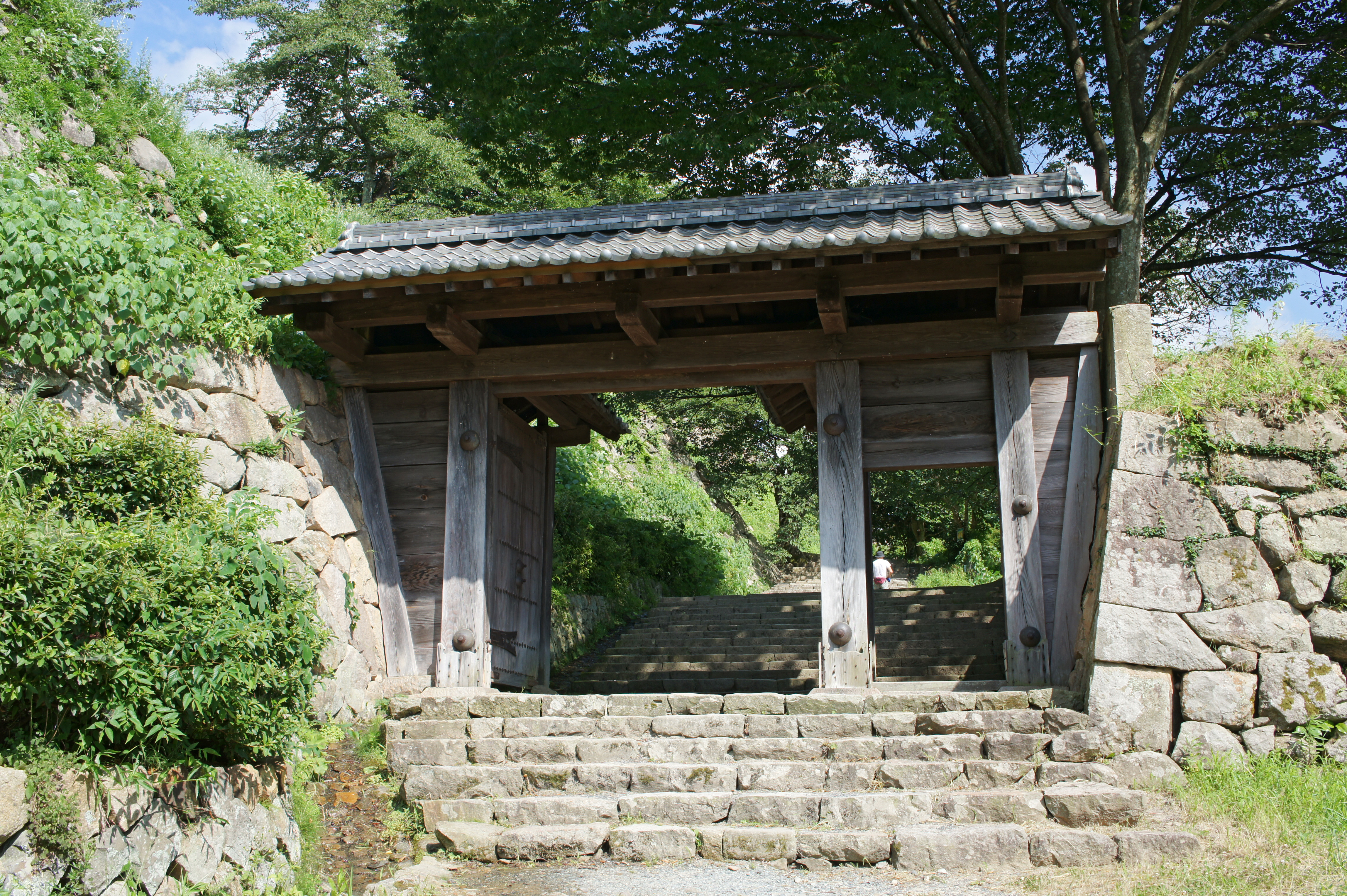
Une porte intérieure du château de Tottori.

Le domaine de Tottori (鳥取藩, Tottori-han) est un domaine féodal japonais de l'époque Edo situé dans les provinces d'Inaba et de Hōki (de nos jours préfecture de Tottori). Il est dirigé par plusieurs branches du clan Ikeda.

## Liste de daimyos
- Clan Ikeda, 1600-1617 (tozama daimyo ; 60 000 koku)

1. Nagayoshi
2. Nagayuki

- Clan Ikeda, 1617-1632 (tozama daimyo ; 320 000 koku)

1. Mitsumasa

- Clan Ikeda, 1632-1871 (jun-shinpan ; 325 000 koku)

1. Mitsunaka
2. Tsunakiyo
3. Yoshiyasu
4. Muneyasu
5. Shigenobu
6. Harumichi
7. Narikuni
8. Naritoshi
9. Narimichi
10. Yoshiyuki
11. Yoshitaka
12. Yoshinori

## Source de la traduction
- (en) Cet article est partiellement ou en totalité issu de l’article de Wikipédia en anglais intitulé « Tottori Domain » (voir la liste des auteurs).